# Yumbi
Yumbi är en ort i Kongo-Kinshasa, huvudort i territoriet med samma namn. Den ligger i provinsen Mai-Ndombe, i den västra delen av landet, 300 km nordost om huvudstaden Kinshasa.